# Luster (gmina w Norwegii)
Gmina Luster (norw. Luster kommune) – norweska gmina leżąca w regionie Sogn og Fjordane. Jej siedzibą jest miasto Gaupne.
Luster jest 15. norweską gminą pod względem powierzchni.

## Demografia
Według danych z roku 2005 gminę zamieszkuje 4927 osób. Gęstość zaludnienia wynosi 1,82 os./km². Pod względem zaludnienia Luster zajmuje 195. miejsce wśród norweskich gmin.
| ludność stan na 1 stycznia 2005 |         |           |       |
|                                 | kobiety | mężczyźni | razem |
| osób                            | 2472    | 2455      | 4927  |
| %                               | 50,17%  | 49,83%    | 100%  |

| wykształcenie stan na 1 października 2004 |        |         |        |        |
|                                           | podst. | średnie | wyższe | niezn. |
| osób                                      | 793    | 2326    | 689    | 43     |
| %                                         | 20,59% | 60,4%   | 17,89% | 1,12%  |

## Edukacja
Według danych z 1 października 2004:
- liczba szkół podstawowych (norw. grunnskolar): 10
- liczba uczniów szkół podst.: 728

## Władze gminy
Według danych na rok 2011 administratorem gminy (norw. rådmann) jest Tore Eriksen, natomiast burmistrzem (norw. ordfører, d. borgermester) jest Torodd Urnes.

## Zabytki
Najważniejszym zabytkiem gminy jest kościół słupowy Urnes stavkirke z XII wieku.